# Adolf Baldauf
Adolf Baldauf (* 1. November 1938; † 28. April 2017) war ein deutscher Skispringer und Nordischer Kombinierer und späterer Trainer.

## Werdegang
Baldauf, der für Stahl Brotterode startete, sammelte seine ersten Erfahrungen als Nordischer Kombinierer früh bei den Jugendmeisterschaften der DDR. So auch 1954 in Oberhof, als er zu den Besten nach dem Springen gehörte.
Kurze Zeit später wechselte Baldauf zu den Spezialspringern. Bei der Vierschanzentournee 1957/58 erreichte er in Oberstdorf Rang 27, in Garmisch-Partenkirchen Rang 32, in Innsbruck Rang 23 und in Bischofshofen Rang 44. Damit erreichte er in der Gesamtwertung Rang 25. Ein Jahr später bei der Vierschanzentournee 1958/59 konnte er an diesen Erfolg nur schwer anknüpfen und erreichte am Ende Rang 29 der Gesamtwertung.
Nach seiner aktiven Karriere übernahm Baldauf diverse Trainerposten. 2002 wurde er Trainer der Skispringer beim RWV Haselbach. Er lebte später in Brotterode. 2005 legte Baldauf seinen Trainerposten nach insgesamt achtjähriger Tätigkeit nieder.